# Itinéraire à Grand Gabarit
Der Itinéraire à Grand Gabarit (Großraumtransportstrecke) ist eine zusammenhängende Kette französischer Nationalstraßen, die 2004 als Straße für die Schwertransporte von Bordeaux über den Hafen von Langon zum Airbuswerk in Blagnac bei Toulouse führt. Sie wurde für die sperrigen Bauteile des Airbus A380 angelegt. Als Streckenverlauf dienen die Straßenabschnitte der Nationalstraßen N 124, N 224, N 524 und N 542.
Die Strecke zum Airbuswerk bei Toulouse ist so entworfen, dass ein Paket mit einer Größe bis zu 14 Metern Höhe, 8 Metern Breite und 50 Metern Länge transportiert werden kann.

## Transporte

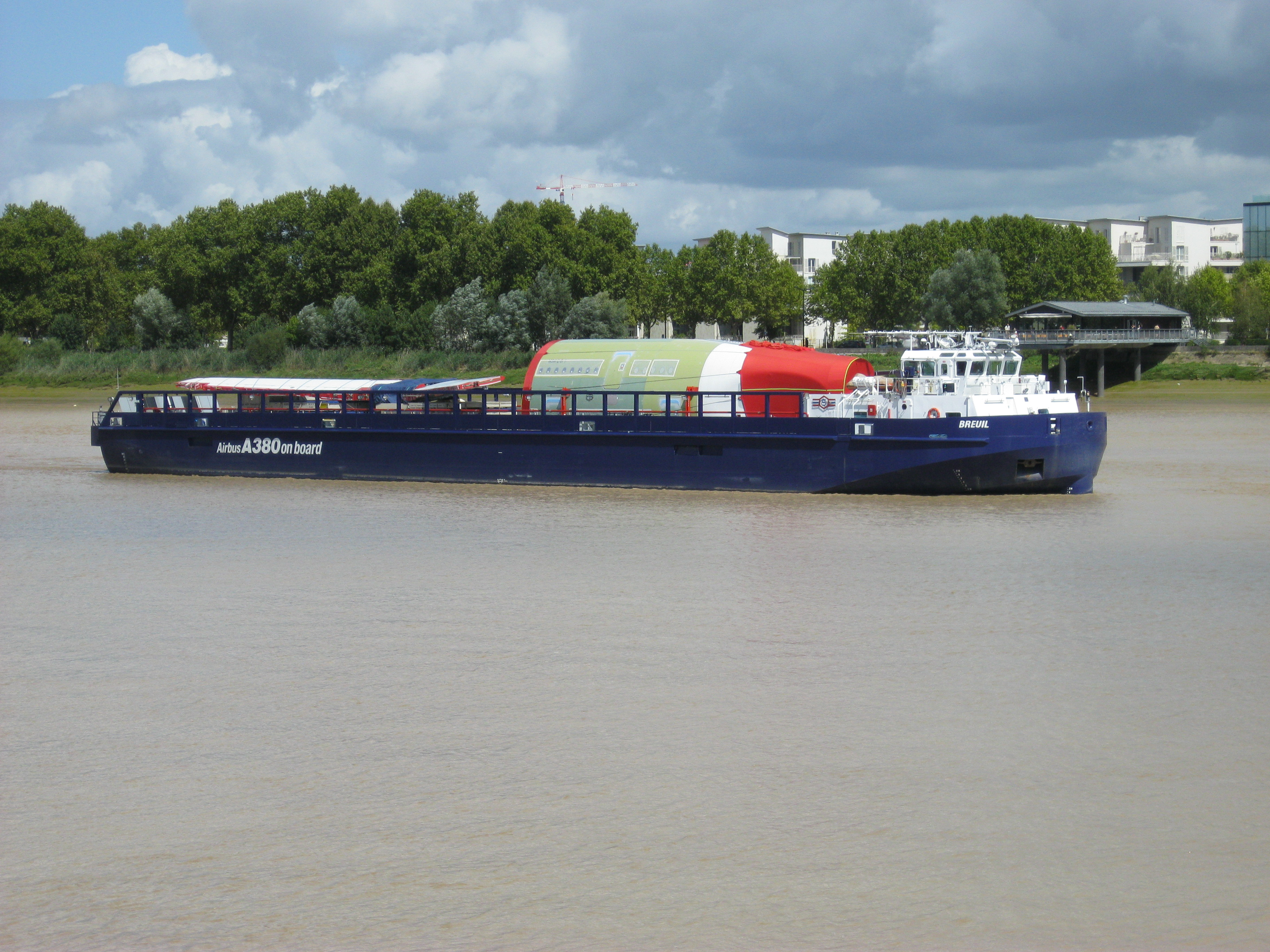
Binnenschiff Breuil auf dem Weg von Trompeloup nach Langon

Die Flugzeugteile, die in verschiedenen Airbus-Werken hergestellt werden, werden zunächst über das Meer zum Appontement de Trompeloup, danach mit einem Spezial-Binnenschiff bis Langon über die Garonne verschifft. Dort werden sie auf sechs Lastwagen verladen (je einer für die beiden Flügel, die drei Teile des Rumpfs und das Höhenleitwerk)
und entlang des Itinéraire à Grand Gabarit zum A380-Werk in Blagnac gefahren.
Der Transport findet in der Regel auf drei Nächte verteilt statt, tagsüber werden die Lastwagen auf speziell gebauten und eingezäunten Rastplätzen in Eauze und L’Isle Jourdain abgestellt. Während der Transporte wird die Straße abschnittsweise gesperrt, es gibt fest ausgeschilderte Ausweichrouten sowie fest installierte Informationsbildschirme, auf denen über den aktuellen Zustand informiert wird.

## Straßenverlauf
Der Itinéraire à Grand Gabarit besteht zum überwiegenden Teil aus bereits existierenden Straßen, jedoch waren zahlreiche kleinere Umbauten nötig, beispielsweise wurden Kurvenradien vergrößert und Umfahrungsmöglichkeiten um die Strecke kreuzende Brücken gebaut.

### N 524
Die heutige Route nationale 524, kurz N 524, bildet den ersten Teil des „Itinéraire à Grand Gabarit“.
Die Nationalstraße wurde 2004 aus verschiedenen Départementstraßen zusammengesetzt, um als Teil der Transportroute von Bauteilen für den Airbus A380 zwischen dem Hafen von Langon und dem Airbuswerk in Toulouse zu dienen. Sie verläuft vom Hafen von Langon bis südlich von Eauze, wo die Transportroute auf der Nationalstraße 124 weiterläuft. Ein Teil der Départementstraßen waren bis 1973 Nationalstraßen. Die Abschnitte der N 524 wurde aus den folgenden Straßen zusammengesetzt:
- N 132 (D 932) Hafen von Langon – Captieux
- D 114 Captieux – Départementgrenze Gironde
- D 303 Départementgrenze Landes – Kreuzung mit der ehemaligen N 133
- D 24 Kreuzung mit der ehemaligen N 133 – Gabarret
- N 656 (D 656) Gabarret – Cazaubon
- N 626 (D 626) Cazaubon – westlich von Eauze
- Umgehung von Eauze
- N 131 (D 931) südlich von Eauze für wenige Kilometer
- D 24 Kreuzung mit der ehemaligen N 131 – Kreuzung mit der N 124

### N 124
Ein Abschnitt der heute noch existierenden Route nationale 124, kurz N 124, bildet den zweiten Teil des „Itinéraire à Grand Gabarit“.
Dieser Teil wird für die Schwertransporte zum Airbuswerk genutzt. Es handelt sich dabei um die seit 1824 festgelegte Führung der Straße, die abschnittsweise zu einer Schnellstraße ausgebaut wurde und dabei auch Orte umgeht. Der Schwertransportabschnitt beginnt südlich von Eauze, wo die Nationalstraße 524 auf die Nationalstraße 124 einmündet und bis zum Beginn der Westumgehung von L’Isle-Jourdain mit der Nationalstraße 224 als Fortsetzung verläuft.

### N 224
Die heutige Route nationale 224, kurz N 224, bildet den letzten Teil des „Itinéraire à Grand Gabarit“.
Die Nationalstraße beginnt bei L’Isle-Jourdain. Von dort läuft sie über die westliche Umgehung von L’Isle-Jourdain Richtung Sainte-Livrade.
Während die Nationalstraße 224 durch den Ortskern verläuft, fahren die Schwertransporte über eine südliche Umgehung, die als Nationalstraße 542 ausgewiesen ist, bei der es um eine ausgebaute Kommunalstraße und Feldweg handelt. Bei der Innerortsstraße handelt es sich um die ehemalige Départementstraße 42B.
Die Nationalstraße 224 verläuft dann weiter nordöstlich bis Montaigut-sur-Save und von dort ostsüdöstlich bis Mondonville. Ab dort beginnt eine Neubaustraße, die zum Nordrand des Werksgeländes führt. Die Schwertransporte zweigen von der N 224 zwischen Lévignac und Montaigut-sur-Save auf die ausgebauten Kommunalsstraßen ab und treffen östlich von Mondonville wieder auf die N 224, um die letzten beiden Orte zu umfahren. Die Umgehungsstraße ist für motorisierten Verkehr gesperrt und kann mit Fahrrädern benutzt werden.
Von 1978 bis 2001 gab es eine weitere Nationalstraße 224. Dabei handelte es sich um die Ostumgehung von Le Mans. Diese Straße wurde mit der Eröffnung der Autobahn 28 abgestuft und wird heute als Départementstraße 20Bis ausgewiesen.

### N 542
Bei der Route nationale 542 handelt es sich um einen kurzen Abschnitt des „Itinéraire à Grand Gabarit“, der den Ort Sainte-Livrade südlich umgeht und von den Schwertransporten befahren wird, während die Nationalstraße 224, an der die N 542 an beiden Enden anschließt, durch den Ort verläuft.

## Logistik

Logistische Wege für den Airbus A380

Der Transport von Großteilen für den Airbus erfolgt über verschiedene Wege, unter anderem mit dem Airbus Beluga als Lufttransport. Viele Teile werden jedoch verschifft, wobei auch in anderen Ländern der Transport vom und zum Hafen über die Straße abgewickelt wird. Diese Großraum- und Schwertransporte erreichen jedoch nicht die Ausmaße der Strecke zur Endmontage in Südfrankreich.
Die Fertigung und Logistik des A380 umfasst Teilkomponenten von anderen Standorten von Airbus. Aus Broughton (GB) kommen die Flügel, Rumpfsektion 18 sowie die Bugsektion 13 und ein Teil der Sektion 15 aus Hamburg-Finkenwerder (D), die Cockpitsektion 11 aus Nantes (F), die Rumpfmittelsektion 15 aus Saint-Nazaire (F), das Seitenleitwerk aus Stade (D), das Höhenleitwerk aus Getafe (E), die Flugsteuerung aus Toulouse (F). In Bremen (D) und Nordenham (D) werden unter anderem Glare-Bauteile der Außenhaut gefertigt.